# 2069
سنة 2069م هي سنة تبدأ يوم الثلاثاء حسب التقويم الغريغوري.